# 蘆洲保和宮
蘆洲保和宮，是一座位於臺灣新北市蘆洲區的廟宇，主神為保生大帝。

## 廟史
蘆洲仕紳李氏祖先為「兌山李氏」家族，居於福建泉州府同安縣的兌山地區，當年他們恭請同安縣白礁鄉內的白礁慈濟宮祖廟分靈至兌山鄉金鞍山寺的保生大帝分靈金身、中壇元帥及虎爺渡海來台，以保平安，入墾大台北地區，在蘆洲建有一草寮小廟祭祀，名為「保和宮」
日治時代明治43年（1910年），兌山李氏的李樹華（蘆洲李宅古厝的建造人），以清代貢生的身分，約集族內先賢與各庄頭人研討建造大廟，獲得眾人的贊同，經費由樓仔厝角、水湳角、溪墘角、土地公厝角、三重埔角、八里角及對岸崙仔頂角等七角頭共同負擔。每逢農曆三月十五日保生大帝誕辰，由境內七角頭主持豬公比賽，為蘆洲、八里、五股、三重、社子等地區香火鼎盛的廟宇之一。 位於蘆洲國小旁的保和宮，主祀神醫保生大帝，屬李姓家族之信仰。保生大帝俗名吳本，宋朝人，少年時學習醫術，學成懸壺濟世，深受鄉里百姓的愛戴。鄉民為緬懷他濟世救人的菩薩心腸，便為他建造廟宇，供世人祭祀，並稱他為『大道公』或『吳真人』。
保和宮主祀保生大帝，本名吳夲(音ㄊㄠ)，自宋朝即為濟世救貧的名醫，於白礁發跡以來輔宋佐明，大顯神威，追封帝號，因白礁與兑山相距不遠，李氏先民屢沐神恩，於是至白礁分靈分香恭圕像，後移民至金鞍山寺奉祀膜拜，清乾隆年間，兑山鄉的先民渡海來臺開墾，重圕金身祈請保生大帝隨却來台保生計，並佑萬民百姓。 
初至當時名為「和尚洲」的蘆洲先民可說是一貧如洗，赤手空拳打天下開墾荒地，故無力建廟孜置保生大帝金身，供宗人膜拜，只得先輪流孜放於民舍，然大帝神威顯赫，凡有求必應，邦梓孜寧，善男亯女與日俱增，家廟不敷使用，直到民國前2年，居住樓仔厝角、水湳角、八里坌角、崙仔頂角、土地公厝角、溪墘角、三重埔角等七處之李氏宗親先賮，共却發貣募捐於現址興建，因保生大帝建宮於和尚洲，祈求保護和尚洲故名「保和宮」。
2015年12月5日進行大殿百年古蹟修復工程，並於10月24日恭迎保生大帝暨正殿眾神移置前方臨時行宮。
2016年3月11日公告指定為新北市市定古蹟。
2021年1月30日保和宮修建完工，舉行登龕大典。
2022年12月4日保和宮進行入火安座大典，儀式包含門神、壁畫開光、安龍送虎、收內外煞、正式安座。

## 供奉神明
- 正殿：
  - 大門：神荼、鬱壘神將會官將
  - 中：保生大帝(左右側為三十六官將)及辛天君、王天君神將會官將
  - 左：最上方為太上老君、坐騎型態的三清道祖、玉皇上帝(兩側為護衛將軍)、三官大帝
  - 右：中壇元帥、福德正神
- 左廂
  - 前為文昌殿五文昌：朱衣星君、關聖帝君、文昌帝君、孚佑帝君、魁星夫子，牆壁有孔子像。
  - 文昌殿兩旁為神將會駕前：十二官將神將
  - 中為太歲殿：斗姥元君、六十太歲星君
  - 後為五路財神殿：上方天官財神、玄壇財神、比干財神下方為季倫財神、玄壇財神、萬山財神
- 右廂
  - 後為開山殿：開山神位
  - 前為註生娘娘殿：註生娘娘、月下老人
  - 註生娘娘殿兩旁為神將會駕前：十二官將神將

## 保和宮神將會
神荼、鬱壘、辛天君、王天君、溫元帥、康元帥、馬元帥、趙元帥、高元帥、孟元帥、殷元帥、岳元帥、孫元帥、王元帥、中壇元帥、二郎神君
2022年1月22日並開光新增移山大將、倒海大將、吞精大將、食鬼大將、虎珈羅、馬珈羅
2024年1月7日並新增開光鄞仙姑、何仙姑、李仙姑、紀仙姑、金舍人、康舍人
2024年11月23日並新增開光張聖者、蕭聖者、劉聖者、連聖者、捉大將、縛大將、必大將、鎖大將、枷大將、龍大將、江仙官、黃仙官、馬㡣官、龍樹王、鄧元帥、謝元帥
目前保和宮神將會共有四十四尊神將，其中有三十六尊神將是以保生大帝傳說來雕刻，俗稱保生大帝駕前三十六官將，目前神將都祭祀存放在保和宮廟內。

## 建築特色
保和宮為一傳統閩南式兩殿兩廊兩護龍的廟孙建築，其正殿及前殿仍保存明治43年(1910)之大木及磚石構造，最難得的是當時採用的對場式建築工法，木險內容極為豐富，技法高超脫俗，石險工藝更是題材豐富各式險琢技法精細，剪黏交趾更是名家作品，過水廊水車堵仍保有日治時期施作精緻的牡丹花剪黏作品，全部採用磁碗盤，以舊式工法製作，保存完整，值得細細品味欣賞。

## 外部連結
- 蘆洲保和宮的Facebook專頁
- 蘆洲保和宮歷史 （页面存档备份，存于）
- 保和宮的肇建 （页面存档备份，存于）
- 臺灣保生大帝信仰總會首頁 （页面存档备份，存于）
- 蘆洲李宅古蹟-李友邦將軍紀念館 （页面存档备份，存于）
- 蘆洲水湳秀才厝
- 財團法人台灣李氏宗祠 （页面存档备份，存于）
- 新北市蘆洲區名勝古蹟
- 蘆洲神將文化季
- 八庄大道公